# Orphnus ellenbergeri
Orphnus ellenbergeri är en skalbaggsart som beskrevs av Renaud Maurice Adrien Paulian 1951. Orphnus ellenbergeri ingår i släktet Orphnus och familjen Orphnidae. Inga underarter finns listade i Catalogue of Life.